# Potseluy Mery Pikford
Potseluy Mery Pikford é um filme de comédia soviético de 1927 dirigido por Sergey Komarov.

## Enredo
O filme conta a história de um bilheteiro de cinema que se apaixona por uma garota que sonha em se tornar uma atriz famosa e promete retribuir apenas se ele ficar famoso.

## Elenco
- Igor Ilyinsky como Goga
- Anel Sudakevich como Duzya Galkina
- Mary Pickford
- M. Rosenstein
- Douglas Fairbanks
- Nadezhda Sizova
- Yakov Lents
- Aleksandr Glinsky
- Vera Malinovskaya como Malinovskaya